# Glischropus tylopus
Glischropus tylopus é uma espécie de morcego da família Vespertilionidae. Pode ser encontrado na Indonésia, Brunei, Malásia, Filipinas, Tailândia e Mianmar.